# Musa basjoo

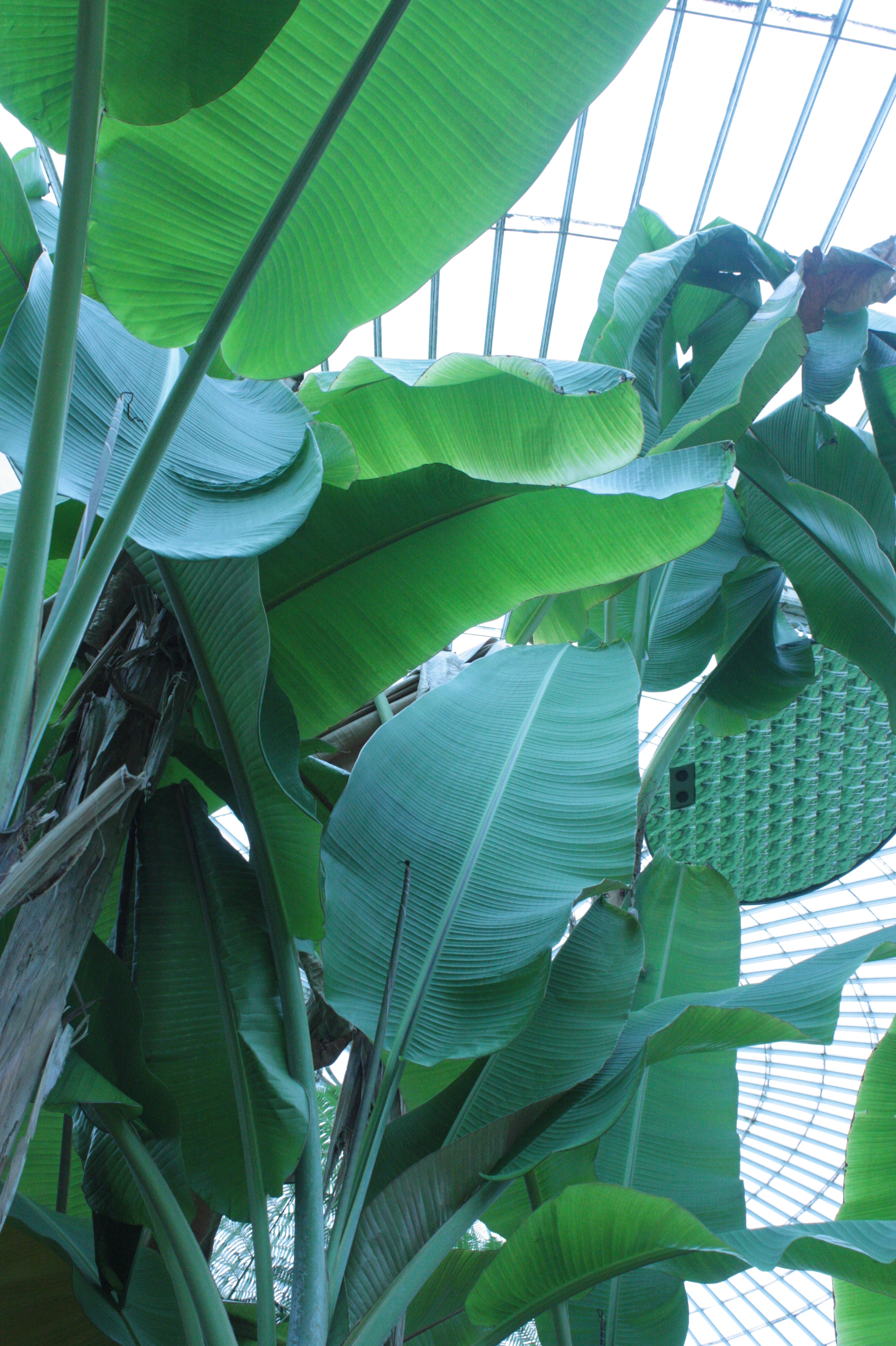
Nel Giardino botanico di Glasgow

Musa basjoo Siebold & Zucc. ex Iinuma è una pianta appartenente alla famiglia delle Musaceae, variamente nota come banana giapponese, banana giapponese da fibra o banana rustica. Si pensava in precedenza che fosse originaria delle isole Ryūkyū nel Giappone meridionale, da dove fu descritta in coltivazione per la prima volta, ma si sa ora che è originaria della Cina meridionale subtropicale, dove è pure ampiamente coltivata, con popolazioni selvatiche che si trovano nella provincia di Sichuan.

## Descrizione
Musa basjoo è una pianta perenne erbacea con pseudofusti che cresce a circa 2-3 m, con una corona di foglie medioverdi che diventano lunghe fino a 2 m e larghe fino a 70 cm quando sono mature. La specie produce fiori maschili e femminili sulla stessa infiorescenza che possono estendersi per oltre 1 m. I frutti della banana formati sono giallo-verdi, lunghi circa 5–10 cm e larghi 2–3 cm; non sono commestibili, con polpa bianca sparsa e molti semi neri.

## Tassonomia
Sono state descritte le seguentii varietà:
- Musa basjoo var. lushanensis (J.L.Liu) Häkkinen
- Musa basjoo var. luteola (J.L.Liu) Häkkinen

## Coltivazione
Sebbene lo pseudofusto possa resistere solo a pochi gradi sotto il congelamento, il rizoma sotterraneo è considerato resistente al freddo, se ben isolato con pacciame spesso, in aree con temperature invernali sotto i -12 °C. Le radici sono considerate resistenti al freddo fino a -10 °C. Se lo pseudofusto viene ucciso, la banana rigermoglierà dal terreno dove crescerà rapidamente a grandezza naturale in una stagione in condizioni ottimali. Pertanto, può essere coltivata a nord fino alla zona 6a del Dipartimento dell'agricoltura degli Stati Uniti. Può anche essere tenuta in vita durante l'inverno coperta in un vaso e fatta crescere, che è il solo modo in cui le si possa far fare frutti nelle regioni settentrionali, in quanto richiede 12–24 mesi di calore per sbocciare.

## Usi

### Pianta ornamentale
Musa basjoo è stata coltivata come pianta ornamentale, in giardini fuori dal suo ambiente naturale, prima in Giappone, e poi, dalla fine del XIX secolo, nelle parti più calde dell'Europa occidentale (a nord fino alla Gran Bretagna), degli Stati Uniti e del Canada meridionale. Nei giardini è usata come pianta "dal fogliame tropicale" resistente al freddo.
Nel Regno Unito ha vinto l'Award of Garden Merit della Royal Horticultural Society.

### Fibra
In Giappone, le fibre della pianta di Musa basjoo si usano per produrre tessuti noti in giapponese come bashōfu (芭蕉布, lett. "tessuto di banana"). Interi pseudofusti sono tagliati in strisce lunghe fino a 3 m. Queste vengono battute, sbiancate ed essiccate per produrre la materia prima, che può poi essere trasformata in prodotti come tappeti intrecciati a mano, tovaglie, kimono e carta. Fuori dal Giappone, la canapa di Manila è ottenuta da una pianta imparentata, la Musa textilis, le cui fibre non sbiancate si usano per corde ad alta resistenza.

### Medicina tradizionale
Nella medicina tradizionale cinese, il fusto, i fiori, le foglie e il rizoma della Musa basjoo sono considerati utili per purificare le tossine del caldo, smorzare la sete e favorire la diuresi.

### Annotazioni
1. ↑  Uno pseudofusto è un falso fusto formato dalle basi arrotolate delle foglie.

### Fonti
1. 1 2  (EN) Musa basjoo, su Plants of the World Online, Royal Botanic Gardens, Kew. URL consultato il 10 aprile 2022.
2. ↑  (EN) Prof. Snow Barlow, Sorting Musa Names, su Multilingual Multiscript Plant Name Database, University of Melbourne, 19 luglio 2002. URL consultato il 7 luglio 2010.
3. 1 2  (EN) Musa basjoo, su Germplasm Resources Information Network (GRIN), Agricultural Research Service, United States Department of Agriculture (USDA). URL consultato il 10 gennaio 2018.
4. 1 2 3 4  (EN) A. Huxley (a cura di), New RHS Dictionary of Gardening, vol. 3, Macmillan, 1992,  p. 268, ISBN 0-333-47494-5.
5. ↑  (EN) Liu A.-Z., Li D.-Z. e Li X.-W., Taxonomic notes on wild bananas (Musa) from China, in Bot. Bull. Acad. Sin., vol. 43, 2002,  pp. 77-81.
6. ↑  (EN) D. Constantine, Musa basjoo, in The Musaceae - an annotated list of the species of Ensete, Musa and Musella, 1999–2008.
7. ↑  (EN) Banans Raras – Musa basjoo, su bananasraras.org. URL consultato il 23 novembre 2013.
8. 1 2  (EN) James Wong, Kimonos from banana peel? (PDF), in The Garden, vol. 138, n. 8, 2013,  p. 17. URL consultato il 12 agosto 2018 (archiviato dall'url originale il 6 luglio 2018).
9. ↑  (EN) RHS Plantfinder - Musa basjoo, su rhs.org.uk. URL consultato il 4 aprile 2018.
10. ↑  (EN) AGM Plants - Ornamental (PDF), su rhs.org.uk, Royal Horticultural Society, luglio 2017,  p. 65. URL consultato il 4 aprile 2018.
11. ↑  (EN) Musa basjoo Sieb. et Zucc., su Medicinal Plant Images Database, School of Chinese Medicine, Hong Kong Baptist University. URL consultato il 25 febbraio 2012.